# Temple protestant (Tavey)

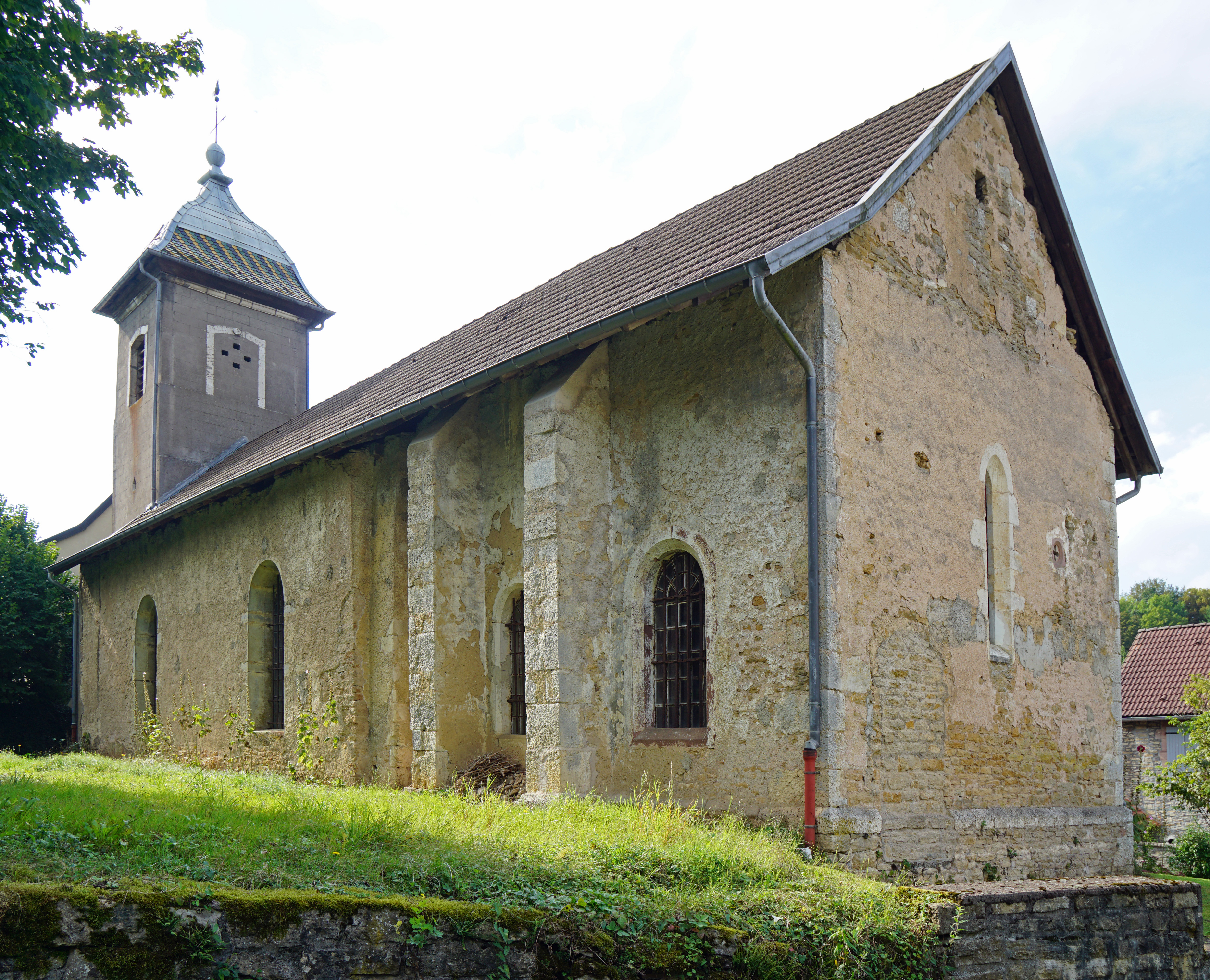
Tavey, Blick zum Chor der Kirche

Der Temple protestant (deutsch: Evangelische Kirche) gehört einer lutherischen Gemeinde innerhalb der Vereinigten Protestantischen Kirche Frankreichs in  Tavey im  Département Haute-Saône (Region Bourgogne-Franche-Comté). 

## Geschichte
Tavey gehörte im Mittelalter zu den Besitzungen der Abtei Lure. Die heutige Evangelische Kirche geht im Kern auf die mittelalterliche Pfarrkirche Taveys zurück, die wohl dem heiligen Germanus geweiht war. Der Chorraum der Kirche mit den Strebepfeilern und dem Lanzettfenster in der Ostwand stellt noch Baubestand aus der Zeit der Romanik dar. 
Nachdem Tavey in den Besitz des Hauses Württemberg gelangt war, wurde 1565 an der Kirche die Reformation eingeführt und die Gemeinde lutherisch. Im Jahr 1700 wurde nach der französischen Eroberung des Ortes an der Kirche ein Simultaneum von Lutheranern und Katholiken eingerichtet. Der Glockenturm der Kirche erhielt seine Gestalt 1727, das Langhaus 1760. Das Simultaneum endete schließlich 1908, als die Katholiken im Ort eine eigene Kirche errichteten.